# Baconsthorpe Castle
Baconsthorpe Castle är ett slott i Storbritannien.   Det ligger i grevskapet Norfolk och riksdelen England, i den sydöstra delen av landet, 180 km nordost om huvudstaden London. Baconsthorpe Castle ligger 67 meter över havet.
Terrängen runt Baconsthorpe Castle är platt. Runt Baconsthorpe Castle är det ganska tätbefolkat, med 104 invånare per kvadratkilometer. Närmaste större samhälle är North Walsham, 17,9 km sydost om Baconsthorpe Castle. Trakten runt Baconsthorpe Castle består till största delen av jordbruksmark.